# Communauté d’agglomération du Bassin d’Arcachon Nord
Die Communauté d’agglomération du Bassin d’Arcachon Nord ist ein französischer Gemeindeverband mit der Rechtsform einer Communauté d’agglomération im Département Gironde in der Region Nouvelle-Aquitaine. Sie wurde am 18. November 2003 gegründet und umfasst acht Gemeinden. Der Verwaltungssitz befindet sich in der Stadt Andernos-les-Bains.

## Historische Entwicklung
Der ursprünglich unter dem Namen Communauté de communes du Bassin Nord Atlantique gegründete Verband wurde mit Wirkung vom 1. Januar 2018 in die Rechtsform einer Communauté d’agglomération erhoben und auf die aktuelle Bezeichnung umbenannt.

## Mitgliedsgemeinden
| Gemeinde                                             | Einwohner 1. Januar 2022 | Fläche km² | Dichte Einw./km² | Code INSEE | Postleitzahl |
| ---------------------------------------------------- | ------------------------ | ---------- | ---------------- | ---------- | ------------ |
| Andernos-les-Bains                                   | 12.614                   | 20,01      | 630              | 33005      | 33510        |
| Arès                                                 | 6.477                    | 48,25      | 134              | 33011      | 33740        |
| Audenge                                              | 9.550                    | 82,09      | 116              | 33019      | 33980        |
| Biganos                                              | 11.303                   | 52,73      | 214              | 33051      | 33380        |
| Lanton                                               | 7.315                    | 136,19     | 54               | 33229      | 33138        |
| Lège-Cap-Ferret                                      | 8.051                    | 93,62      | 86               | 33236      | 33950        |
| Marcheprime                                          | 5.637                    | 24,56      | 230              | 33555      | 33380        |
| Mios                                                 | 11.756                   | 137,41     | 86               | 33284      | 33380        |
| Communauté d’agglomération du Bassin d’Arcachon Nord | 72.703                   | 594,86     | 122              | –          | –            |